# Lluís Navarro i Miralles
Lluís Navarro i Miralles   (Larraix, 1934 - Tarragona, 2023) fou un professor universitari i dinamitzador cultural català.
Fill d'emigrats al protectorat espanyol al Marroc, estudià primària i batxillerat al Col·legi dels Germans Maristes de Tarragona. Entre 1956 i 1959 estudià dret i magisteri i, entre 1963 i 1967, cursà Geografia i Història. El 1972 elaborà la tesi doctoral sobre la guerra del Marroc. Des de 1971, s'integrà a l'equip docent de la delegació de la Facultat de Lletres, més tard Universitat Rovira i Virgili, on va ser molts anys director de l'Àrea d'Història Moderna. Lluís Navarro organitzà diversos congressos i seminaris i impulsà la creació de l'hemeroteca de la Caixa de Tarragona i l'Arxiu Històric del Port. Es jubilà el 2004 i el 17 de desembre de 2008 impartí la seva última classe magistral a l'edifici de la plaça de la Imperial Tàrraco. Ha escrit en diverses publicacions, com Universitas Tarraconensis, el Butlletí de l'Arxiu Bibliogràfic de Santes Creus, Estudis Altafullencs, Estudis Històrics i documents dels Arxius de Protocols, Pedralbes, Quaderns d'Història Tarraconense o Revista de Historia Económica. El 2005 publicà amb Jordi Blay Boqué Guia de Bonastre (Diputació) i el mateix any coordinà amb Francesc Olivé el IV volum de Valls i la seva història (Institut d'Estudis Vallencs).